# 東心淇
東心淇（英語：Tung Sam Ki）是香港一個位於西貢半島北部，夾在高塘口（West Arm）及赤徑口（East Arm）之間，位於東心淇山（Long Hill，高海拔165米）以北的半島，屬大埔區。有一個小碼頭，其東北有東心淇咀（Stoke Point）。有祠堂，名為傅氏宗祠。西岸有茂密的紅樹林。 石屋山在1928年香港繪製地圖中稱為Mount Hallowes。